# 洛尔迈
洛尔迈（法語：Lormaye，法語發音：[lɔʁmɛ]）是法国厄尔-卢瓦省的一个市镇，属于德勒区。

## 地理
洛尔迈（48°38'47"N, 1°32'19"E）面积1.43 平方千米，位于法国中央-卢瓦尔河谷大区厄尔-卢瓦省，该省份为法国北部内陆省份，北起顺时针与厄尔省、伊夫林省、埃松省、卢瓦雷省、卢瓦-谢尔省、萨尔特省和奧恩省接壤。
与洛尔迈接壤的市镇（或旧市镇、城区）包括：。

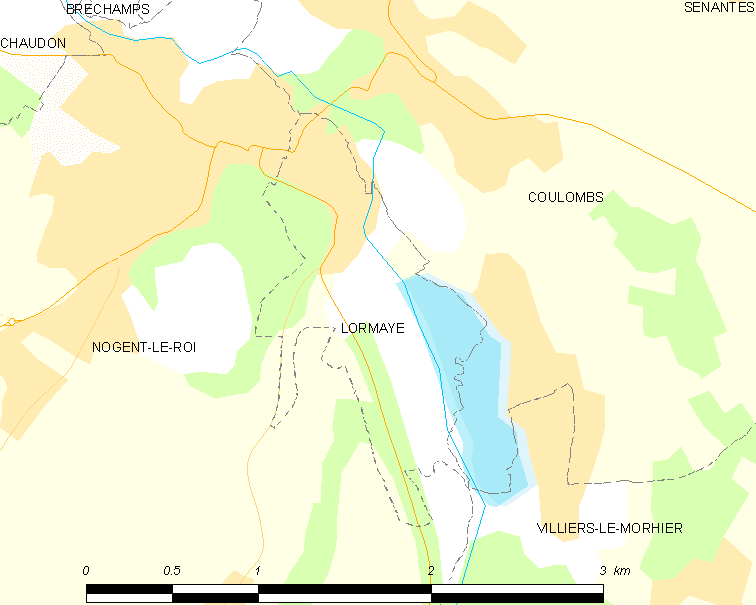
洛尔迈的OSM定位图

洛尔迈的时区为UTC+01:00、UTC+02:00（夏令时）。

## 行政
洛尔迈的邮政编码为28210，INSEE市镇编码为28213。

## 政治
洛尔迈所属的省级选区为埃佩尔农县。

## 人口

1962-2008年间洛尔迈人口变化图示

洛尔迈于2022年1月1日时的人口数量为683人。